# Else Voigtländer
Else Voigtländer (* 14. April 1882 in Bad Kreuznach, Deutschland; † 1946) war eine deutsche Psychoanalytikerin. Sie gehörte in Deutschland zu den ersten Frauen, die zum Dr. phil. promovierten.

## Leben und Werk
Voigtländer war die Tochter des Verlagsbuchhändlers Robert Voigtländer und seiner Frau Pauline geb. Federhaff. Sie besuchte nach dem Umzug 1888 nach Leipzig private höhere Mädchenschulen und anschließend Gymnasialkurse für Frauen. An der Ludwig-Maximilians-Universität München studierte sie ab 1905 Psychologie und Philosophie bei Alexander Pfänder und Theodor Lipps und promovierte 1909. Ebenso wie ihre Zwillingsschwester Emmy Voigtländer, die 1912 ihre Dissertation in Leipzig über Anselm Feuerbach schrieb, gehörte sie zu den ersten Frauen, die in Deutschland zum Dr. phil. promovierten. In ihrer 1910 veröffentlichten Dissertation Vom Selbstgefühl beschreibt sie Selbstwertgefühle als Eigenschaftstypen des Charakters und Phänomenologien über Gefühle. Sie gehörte innerhalb der phänomenologischen Bewegung zu den ersten, die Phänomene wie Ressentiment, unechte Gefühle und erotische Liebe untersuchten.
Voigtländer wurde 1912 in die Berliner Psychoanalytische Vereinigung (BPV) als außerordentliches Mitglied aufgenommen. Sie trat aber 1915 wegen Differenzen zu Sigmund Freud wieder aus. Voigtländers Forschungsschwerpunkte lagen in der Geschlechterthematik und der Anwendung der Psychoanalyse in der Fürsorgeerziehung. Sie untersuchte als Assistentin des Psychiaters Adalbert Gregor mit diesem die geschlechtsspezifische Entwicklung von Charakter- und Temperamentseigenschaften von Verwahrlosten in einer empirischen Studie und verfasste für das Handwörterbuch der Sexualwissenschaft die Einträge „Geschlechtsmerkmale“ und „Verwahrlosung“.
Voigtländer wurde ab 1926 in Sachsen Leiterin der Waldheimer Frauenanstalt und war dort bis 1945 tätig. Nach Kriegsende wurde sie außer Dienst gestellt.
Sie starb an einem Lungenödem im Alter von 64 Jahren.
Siehe auch Selbstgefühl.

## Veröffentlichungen (Auswahl)
- mit Adalbert Gregor: Charakterstudie verwahrloster Kinder und Jugendlicher.  Leipzig, 1922.
- Über die Typen des Selbstgefühls. Phil. Dissertation München, 1909.
- Vom Selbstgefühl. Ein Beitrag zur Förderung des psychologischen Denkens. Leipzig, 1910.
- Über die Bedeutung Freuds für die Psychologie. In A. Pfänder (Hg.): Münchener Philosophische Abhandlungen. Theodor Lipps zu seinem sechzigsten Geburtstag gewidmet von früheren Schülern. Leipzig 1911, S. 294–316.
- Über einen bestimmten Sinn des Wortes „unbewußt“. Deutsche Psychologie. Arbeitenreihe zur Kulturpsychologie und Psychologie der Praxis (Psychotechnik) I, 1916.
- Zur Psychologie der Erzieherpersönlichkeit. Zeitschrift für pädagogische Psychologie und experimentelle Pädagogik 18, 1917, S. 385–400.
- Über die „Art“ eines Menschen und das Erlebnis der „Maske“. Zeitschrift für Psychologie 92, 1923, S. 326–336.
- Stichworte „Geschlechtsmerkmale“ und „Verwahrlosung“. In: M. Marcuse: Handwörterbuch der Sexualwissenschaft. Bonn 1926, S. 240–247, S. 795–797.
- Bemerkungen zur Psychologie der Gesinnungen. In E. Heller und F. Löw (Hg.): Neue Münchener Philosophische Abhandlungen, Alexander Pfänder zum sechzigsten Geburtstag. Leipzig, 1933, S. 143–164.
- mit Adalbert Gregor: Die Verwahrlosung, ihre klinisch-psychologische Bewertung und ihre Bekämpfung. Für Pädagogen, Ärzte, Richter. I. Teil: Die Verwahrlosung der Knaben. II. Teil: Die Verwahrlosung der Mädchen. Berlin, 1918.
- mit Adalbert Gregor: Leitfaden der Fürsorgeerziehung. Berlin, 1924.